# کیک اسفنجی
کیک اسفنجی (به انگلیسی: Sponge cake) نوعی کیک است که مواد اصلی آن را آرد، شکر، تخم‌مرغ تشکیل می‌دهد. در این نوع کیک با استفاده از خاصیت کف‌کنندگی تخم مرغ، خمیر تهیه شده و پخت می‌شود. منشأ نام این کیک اسفنج دریایی است و علت نامگذاری آن اینست که هنگامی‌که کیک بریده شود، مانند اسفنج دریایی بافت این کیک نیز از تعداد بی‌شماری حباب‌های هوایی تشکیل شده‌است. معمولاً این کیک پس از پخت به تنهایی صرف نمی‌شود بلکه با خامه، کرم کره، باواروا، موس یا انواع میوه ترکیب می‌شود. این کیک یکی از غنی‌ترین کیک‌ها از نظر داشتن انواع است و همچنین یکی از کیک‌های اصلی و پایه در شیرینی‌پزی آمریکایی-اروپایی به‌شمار می‌آید. کیک‌های غیرچرب یا کیک‌های فوم به نام کیک‌های اسفنجی نیز خوانده می‌شوند.

## طرز تهیه
خمیر کیک‌های اسفنجی را بر اساس طرز تهیه می‌توان به دو گروه تقسیم کرد: خمیر کیک اسفنجی جنوایی به نوعی گفته می‌شود که زرده و سفیده به همراه یکدیگر بکار می‌رود و خمیر کیک اسفنجی بیسکویتی نوعی است که در آن زرده و سفیدهٔ تخم مرغ به صورت جداگانه بکار برده می‌شود. نامگذاری‌ها بر اساس کشور متفاوت است.
جدول زیر اصول کلی دو روش پخت و تفاوت‌های آن‌ها را نشان می‌دهد.
| | |
| ۱. جدا کردن زرده از سفیده، اندازه‌گیری مواد. ۲. زرده تخم مرغ و یک سوم شکر کمی حرارت داده بهم زده می‌شود. ۳. باقیماندهٔ دو سوم شکر در سه نوبت به سفیده اضافه شده بهم زده می‌شود تا سفیده کاملاً سفت شود. ۴. زرده و سفیدهٔ بهم زده شده با یکدیگر مخلوط می‌شود. ۵. آرد الک شده با مایه مخلوط می‌شود. ۶. مایه در قالب ریخته می‌شود. ۷. کیک در دمای ۱۷۰ درجه سانتیگراد پخته می‌شود. ۸. پس از درآمدن از قالب حرارت کیک گرفته می‌شود. ۹. پس از آن با انواع مختلف مواد از جمله خامه ترکیب و تزئین می‌شود. | ۱. اندازه‌گیری مواد ۲. تخم مرغ کامل و شکر را به درجه ۳۷ سانتیگراد رسانده بهم زده می‌شود. ۳. آرد الک شده مخلوط شده پس از آن کرهٔ آب شده و شیر با مایه مخلوط می‌شود. ۴. مایه در قالب ریخته می‌شود. ۵. کیک در دمای ۱۷۰ درجه سانتیگراد پخته می‌شود. ۶. پس از درآمدن از قالب حرارت کیک گرفته می‌شود. ۷. پس از آن با انواع مختلف مواد از جمله خامه ترکیب و تزئین می‌شود. |
| | |

## نکات هنگام پخت
نکاتی که در هنگام پخت تمام انواع اسفنج کیک‌ها باید در نظر گرفته شود، عبارتند از:
1. سرد بودن مواد میزان کف کردن را کاهش می‌دهد بنابراین مواد باید زودتر از یخچال بیرون آورده شده و دمای آن به دمای حرارت اتاق رسیده باشد.
2. اندازه‌گیری باید توسط واحدهای اندازه‌گیری استاندارد انجام گیرد و همچنین واحد اندازه‌گیری و مقدار مواد کاملاً مطابق با دستور باشد.
3. هنگام شکستن تخم مرغ نباید پوسته آن به داخل مایه بیفتد.
4. در هنگام تدارک و آماده کردن مواد باید شکر و آرد از الک گذرانده شود.
5. ظرفی که برای زدن تخم مرغ استفاده می‌شود باید کاملاً شسته شده باشد. روغنی بودن ظرف باعث می‌شود که تخم مرغ به‌خوبی کف نکند.
6. هنگامی‌که برای بهم زدن مواد از روش بن ماری استفاده می‌شود باید مواظب بود که حرارت آبجوش که ظرف در داخل آن قرار می‌گیرد از ۵۰ درجه بالاتر نرود. بالا بودن حرارت باعث می‌شود که مایه به سرعت کف کند اما این کف پایدار نبوده و بعد از افزودن آرد به سرعت چنین کفی می‌خوابد و از کیفیت کیک اسفنجی کاسته می‌شود.
7. هنگام بهم زدن شکر و تخم مرغ رنگ مایه باید مایل به سفید شود و کف نیز به میزان کافی باشد.
8. بهم زدن آرد با مایه باید توسط لیسک و برخلاف جهت چرخاندن ظرف صورت گیرد. بعد از افزودن آرد کم بهم زدن، بافت بیش از اندازه اسفنجی به کیک می‌دهد و زیاد بهم زدن نیز باعث می‌شود که کف آن از بین رفته و کیک سفت شود. به‌طور تقریبی مایه پس از ریختن آرد تا ناپدید شدن کامل ذرات آرد ۴۰ بار توسط لیسک بهم زده می‌شود.
9. کره در حرارت ۳۵ تا ۴۰ درجه ذوب شود. شیر نیز کمی گرم شود. می‌توان کره را در داخل شیر گرم ذوب کرد. این دو با تمامی مایه مخلوط می‌شود. به‌طور تقریبی پس از ریختن کره مایه ۳۰ بار توسط لیسک بهم زده می‌شود.
10. وقتی خمیر آماده شد در قالب ریخته شده و بلافاصله در داخل فر قرار می‌گیرد. ماندن مایه در داخل قالب باعث از بین رفتن کف آن می‌شود. خمیر در حرارت ۱۷۰ درجه پخته می‌شود حرارت بیش از حد باعث سوختگی کناره‌های کیک شده و حرارت کمتر از حد باعث می‌شود که کیک رطوبت خود را از دست داده حالت خشکی به خود بگیرد.
11. بعد از بیرون آوردن قالب از فر فوراً کیک از قالب در آورده شود. ماندن کیک در قالب و سرد شدن کیک در این حالت باعث به وجود آمدن تورفتگی در سطح بالای کیک خواهد شد.[۶]
12. برای جلوگیری از خشک شدن، باید روی کیک در معرض هوا نباشد و در حالت پوشیده نگهداری شود.[۷]

## انواع
| فارسی                                                                               | انگلیسی               | آلمانی              | فرانسوی              |
| ----------------------------------------------------------------------------------- | --------------------- | ------------------- | -------------------- |
| کیک اسفنجی‌ای که زرده و سفیده با هم زده می‌شوند (فاقد انواع روغن و کره)               | Hot sponge mixture    | Biscuitmasse        | Génoise              |
| کیک اسفنجی‌ای که زرده و سفیده با هم زده می‌شوند (حاوی نوعی روغن و کره)                | Butter sponge mixture | Wienermasse         | Génoise              |
| کیک اسفنجی‌ای که زرده و سفیده جدا از هم زده می‌شوند                                   | cold sponge mixture   | Kalte Biscuitmasse  | Pâte á biscuits      |
| خمیر اسفنجی قیفی (خمیری که برای ریختن آن بر روی سینی فر از قیف قنادی استفاده می‌شود) |                       | Löffel Biscuitmasse | Biscuit á la cuiller |
| رولت کیک اسفنجی‌ای که روی یک صفحه فلزی پهن و پخته می‌شود                              | Roll                  | Roulade             | Roulè                |

- مرنگ هر چند از نظر مواد با اسفنج کیک تفاوت دارد اما در مرنگ نیز بمانند کیک‌های اسفنجی از خاصیت کف کردن سفیدهٔ تخم مرغ در خمیر استفاده می‌شود.[۹]
- کیک ژوکوند به فرانسوی بیسکویت ژوکوند biscuit joconde یا کیک اسفنجی بادامی، یکی دیگر از انواع کیک‌های اسفنجی است. از ویژگی‌های این کیک اینست که حاوی بادام است، تفاوت آن با انواع کیک‌های اسفنجی دیگر اینست که به غیر از داشتن تخم مرغ کامل، حاوی سفیده تخم مرغ اضافه نیز هست و شکر و بادام به این مرنگ یا سفیده تخم مرغ اضافه می‌شود. این کیک به صورت لایه‌های نازک پخت می‌شود و معمولاً به صورت لایه‌ای برای قرار گرفتن در بین مواد دیگر مانند انواع موس، شکلات و باواروا بکار می‌رود.[۱۰] برای نمونه کیک اپرا یکی از کیک‌هایی است که در درست کردن آن از خمیر ژوکوند استفاده می‌شود.

## مواد
کیک اسفنجی به غیر از مواد اصلی آرد، تخم مرغ، شکر و همچنین کره ممکن است حاوی مواد دیگری مانند شکلات، کاکائو، قهوه و آجیل نیز باشد.

## نسبت مواد
نسبت مواد در سه حالت کیک اسفنجی معمولی، سبک و کره دار با یکدیگر متفاوت است. جدول زیر تناسب مواد را در این سه حالت کیک اسفنجی نشان می‌دهد.
|                                                                                | |
| ۱. تخم مرغ کامل ۴۰۰ گرم (تقریباً ۸–۷ عدد تخم مرغ) ۲. شکر ۲۴۰ گرم ۳. آرد ۲۲۰ گرم | ۱. زرده تخم مرغ (زرده‌های ۴۰۰ گرم تخم مرغ) ۲. شکر برای زرده ۸۰ گرم ۳. سفیده تخم مرغ (سفیده‌های ۴۰۰ گرم تخم مرغ) ۴. شکر برای سفیده ۱۶۰ گرم ۵. آرد ۲۲۰ گرم                      |
| ۱. تخم مرغ کامل ۴۰۰ گرم ۲. شکر ۲۱۰ گرم ۳. آرد ۲۰۰ گرم                          | ۱. زرده تخم مرغ (زرده‌های ۴۰۰ گرم تخم مرغ) ۲. شکر برای زرده ۷۰ گرم ۳. سفیده تخم مرغ (سفیده‌های ۴۰۰ گرم تخم مرغ) ۴. شکر برای سفیده ۱۴۰ گرم ۵. آرد ۱۸۰ گرم                      |
| ۱. تخم مرغ کامل ۴۰۰ گرم ۲. شکر ۲۵۰ گرم ۳. آرد ۲۳۰ گرم ۴. کرهٔ آب شده ۸۰ گرم     | ۱. زرده تخم مرغ (زرده‌های ۴۰۰ گرم تخم مرغ) ۲. شکر برای زرده ۸۰ گرم ۳. سفیده تخم مرغ (سفیده‌های ۴۰۰ گرم تخم مرغ) ۴. شکر برای سفیده ۱۷۰ گرم ۵. آرد ۲۳۰ گرم ۶. کرهٔ آب شده ۸۰ گرم |
|                                                                                | |